# Siata
Siata (Società Italiana Auto Trasformazioni Accessori, en español Sociedad Italiana de Transformación y Accesorios para Automóviles) fue un taller de preparación de motores convertido en fabricante de automóviles, fundado en 1926 por el piloto de carreras aficionado Giorgio Ambrosini.
Inicialmente, Siata vendía piezas para modificar y afinar coches fabricados por Fiat. Tras la II Guerra Mundial, la compañía comenzó a fabricar sus propios deportivos bajo la marca Siata hasta su quiebra tras la  crisis del petróleo a mediados de la década de 1970.

## Historia

### Primeros modelos: 1948-1952

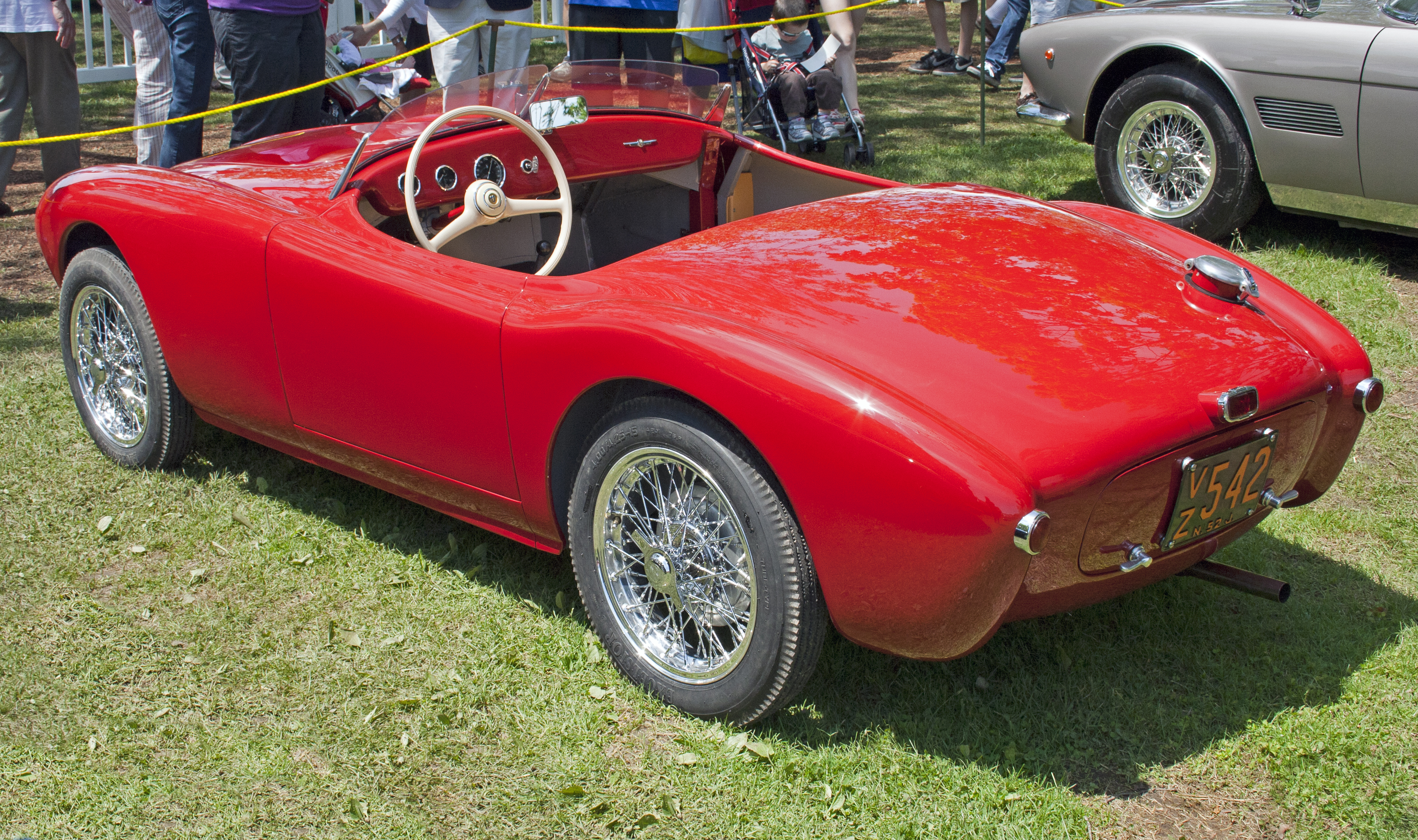
Siata 300BC Barchetta Sport Spider de 1952

La producción del primer diseño completamente original de Siata, el Siata Amica, comenzó en 1948 desarrollándose hasta 1952. El Amica equipaba un motor Fiat de 500cc capaz de generar 22 caballos, con una unidad opcional de 750cc que producía 25 caballos. El Amica estaba disponible tanto en versión convertible de dos asientos/spider como en cupé.
Un Amica especialmente modificado, conocido como Fiat Siata 500 Pescara ganó el Campeonato Italiano de Carretera de 1948, equipado con un cambio manual de velocidades y un motor modificado de 500 cc que producía  40 caballos. Solo se construyeron dos unidades, de las que solo queda una. El coche superviviente también compitió en la Mille Miglia Histórica de 1991.
Tras el Amica, Siata presentó el 300BC Barchetta Sport Spider en 1951. El Barchetta Sport Spider fue diseñado por Mario Revelli di Beaumont y construido por Nuccio Bertone y Rocco Motto. Se crearon alrededor de 50 modelos, con un uso predominante de motores Crosley de 750 cc  o Fiat de 1.100 cc. En este periodo, Siata creó el motor Cucciolo ("mascota"), vendido en forma kit por Ducati y usado posteriormente para mover los primeros ciclomotores y motocicletas Ducati a partir de 1952.

### Motor Fiat V8 y el 208s: 1953-1955

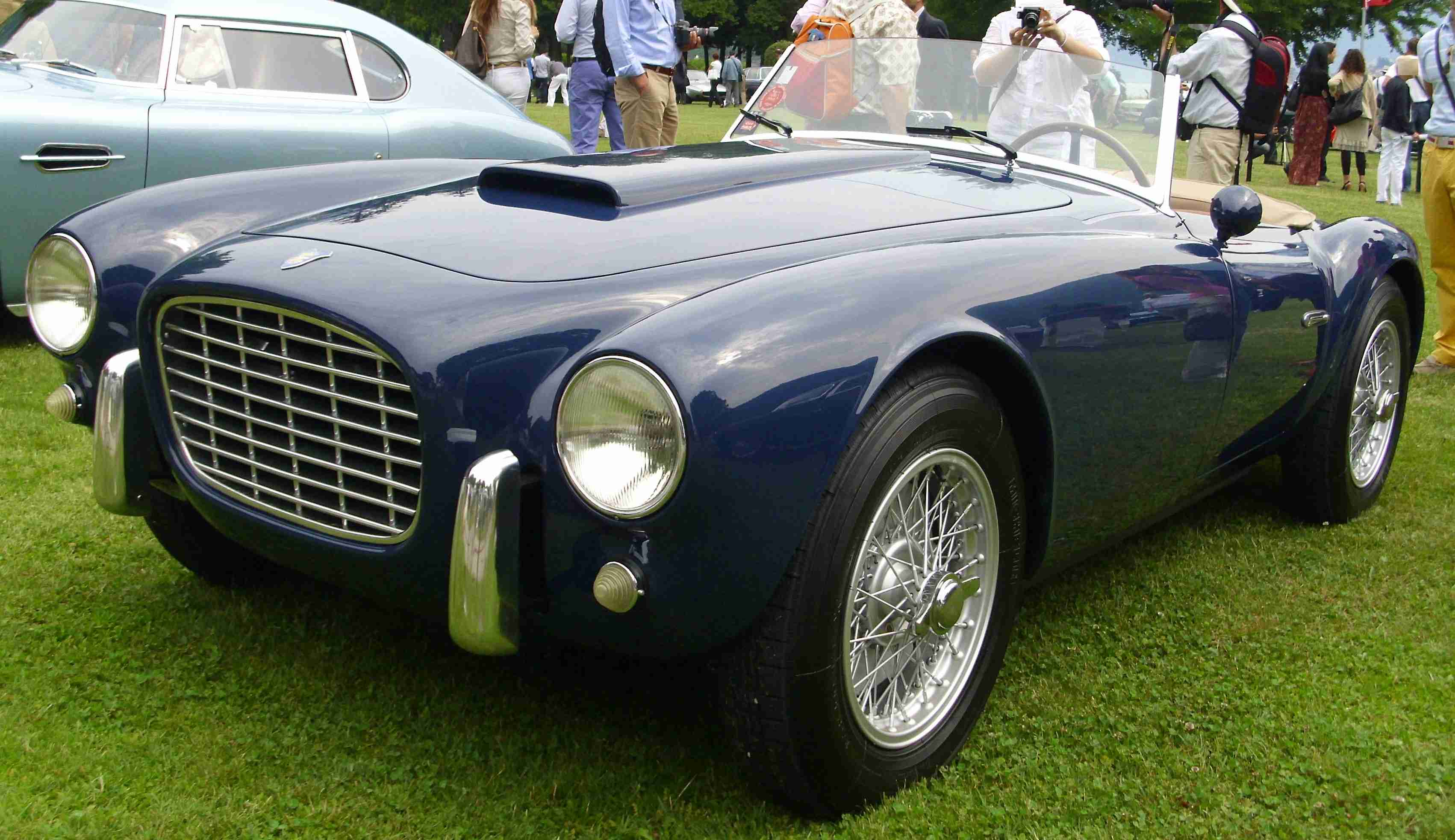
Siata 208S de 1953

Siata presentó el Siata 208s en 1953 con motor V8 Fiat de 2.0 litros. Entre 1953 y 1955 se produjeron 35 coches, con un precio de 5.300 dólares y disponibles tanto en convertible como con techo duro. El coche alcanzó prominencia tras la compra del modelo BS523 por parte del actor y piloto Steve McQueen del importador de Siata en Los Ángeles Ernie McCaffe a mediados de la década de 1950. Supuestamente, McQueen remarcó el  coche con emblemas de Ferrari, llamándolo su "Pequeño Ferrari".

### El fin de Siata: 1968-1975

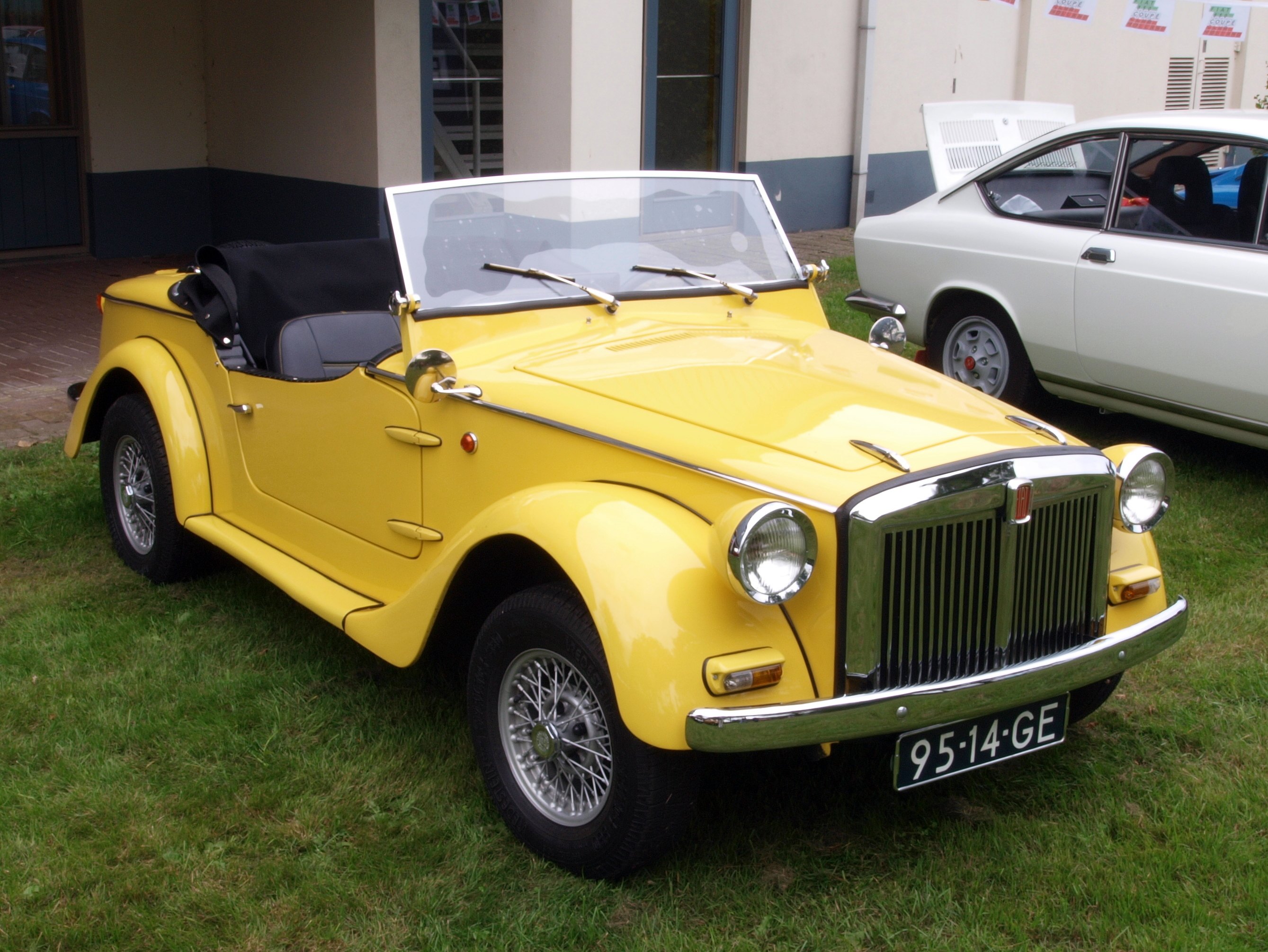
Siata Spring de 1968

En 1968, después de un detallado estudio de mercado entre jóvenes italianos, Siata lanzó el Siata Spring, un deportivo basado en piezas del Fiat 850. El Siata Spring se produjo hasta 1970, cuando Siata entró en quiebra, pero la línea de producción fue adquirida por una nueva compañía denominada ORSA (Officina Realizzazioni Sarde Automobili), que la trasladó a una planta cerca de Cagliari, donde se continuó la producción del Spring, basado esta vez en el SEAT 850 Special, e incrementando el desplazamiento del motor a 903 cc con 47 BHP, frenos de disco en el tren delantero y una velocidad máxima de 125 km/h. Debido a la crisis del petróleo de 1973, disminuyeron las ventas de coches deportivos en Italia, forzando a ORSA a finalizar la producción del Spring en 1975.

### Modelos Siata Torino[5]
- Siata 300BC Barchetta Sport Spider (1951–1954)
- Siata Amica (1948–1952)
- Siata Daina (1950–1958)
- Siata 208S (1953–1954, 56 unidades)
- Siata Spring (1967–1975)

### Competición
Siata corrió en las Mille Miglia y el Campeonato Italiano de Carretera en 1948, 1949, 1950, 1951, 1952 y 1955.

## Siata Española
Siata Española, S.A. fue la filial española de Siata, creada en Barcelona y con fábrica en Tarragona. Entre 1960 y 1973 se centró en carrocerías especiales, sobre chasis SEAT, dedicada principalmente en desarrollos para el SEAT 600, en la conversión de motores, y en accesorios.